# 刘玉和
刘玉和（1956年11月—），北京人，中华人民共和国政治人物、外交官。

## 生平
1980年，进入中华人民共和国外交部工作，先后在外交部礼宾司、驻马里大使馆、外交部干部司任职。1995年，任驻扎伊尔大使馆参赞。1998年，任外交部干部司副司长。2000年，升任外交部干部司司长。2003年9月，出任中华人民共和国驻突尼斯大使兼驻巴勒斯坦大使。2008年4月，出任中华人民共和国驻阿尔及利亚大使。2014年5月，自驻阿尔及利亚大使离任。2015年，任中国人民外交学会副会长兼秘书长。2018年，卸任副会长兼秘书长一职。

## 家庭
已婚，有一女。